# Ipiq-Adad II

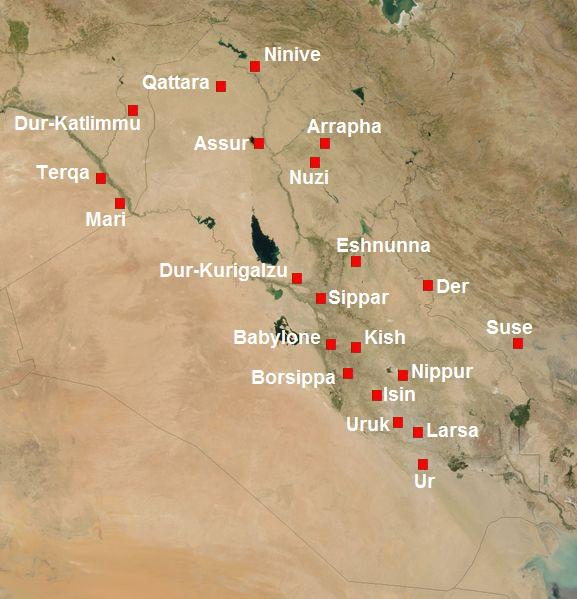
Mapa Mezopotamii w II tysiącleciu p.n.e. z zaznaczonym położeniem miasta Esznunna (Eshnunna)

Ipiq-Adad II – król (sum. lugal) miasta-państwa Esznunna, panujący w 2 poł. XIX w. p.n.e., syn i następca Ibal-pi-Ela I. Znacznie powiększył terytorium Esznunny jednocząc ziemie w dorzeczu rzeki Dijali. Jako pierwszy władca Esznunny zaczął używać sumeryjskiego tytułu królewskiego lugal (jego poprzednicy używali tytułu ensi - „gubernator”). Był współczesny asyryjskiemu władcy Szamszi-Adadowi I (1814-1782 p.n.e.).